# Escorç

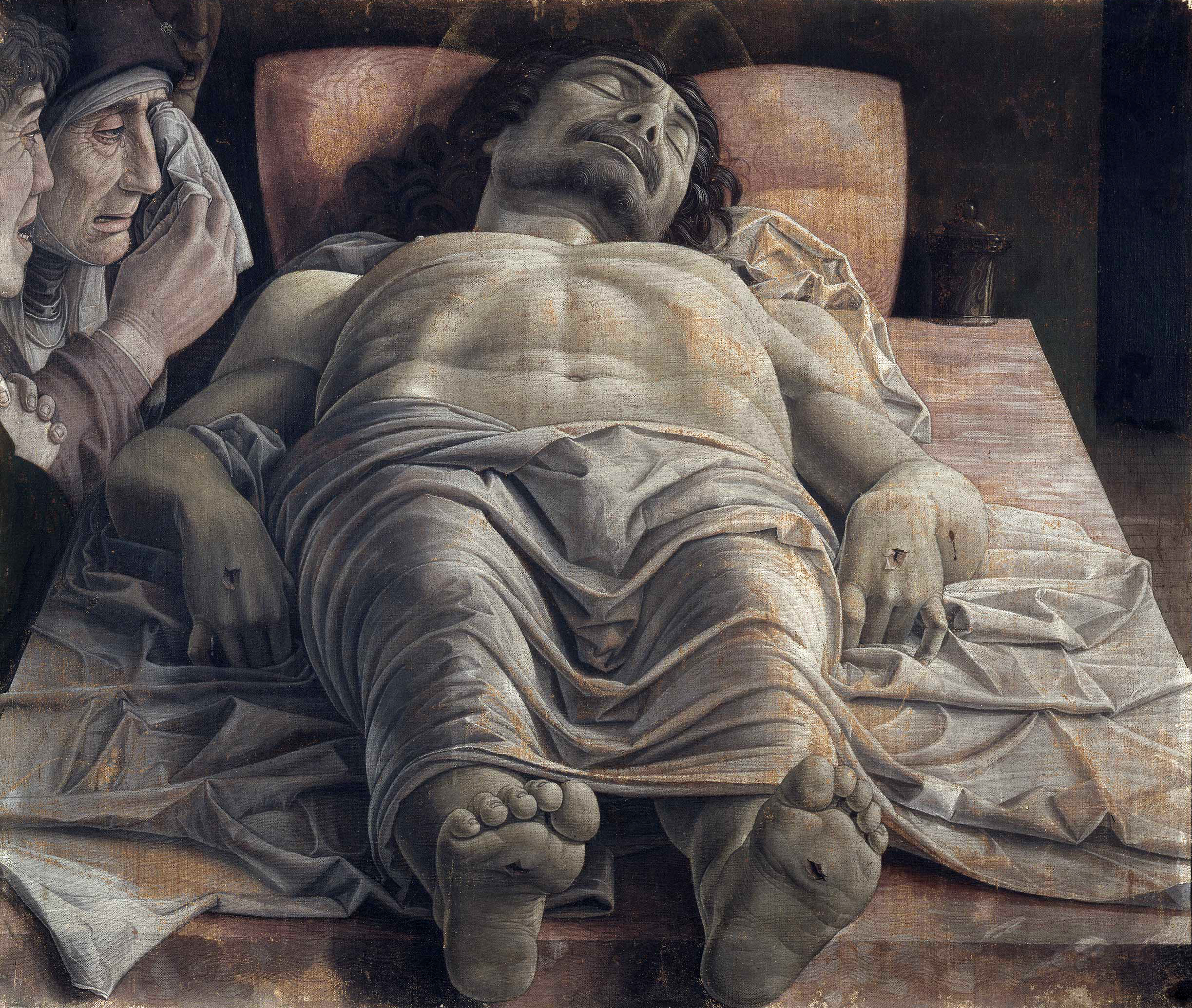
Escorç a Lamentació sobre el Crist mort (ca. 1480), del pintor renaixentista italià Andrea Mantegna (1431-1506), Pinacoteca de Brera de Milà.

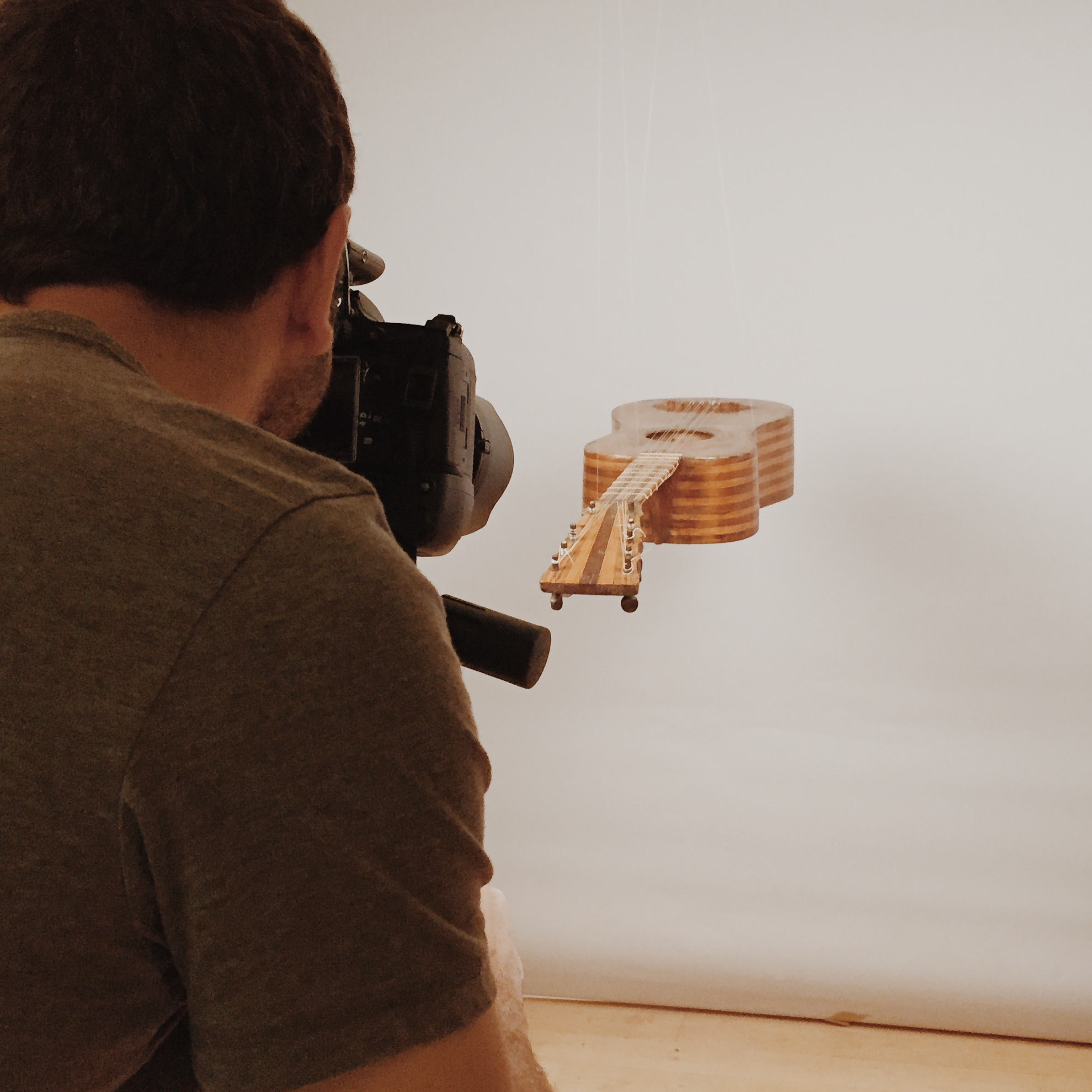
Fotografia de l'escorç d'una guitarra del fons del Museu de la Música de Barcelona

L'escorç és un recurs del dibuix, la pintura i la fotografia que s'utilitza per donar la impressió de profunditat d'acord amb les regles de la perspectiva. En l'escorç, la figura o alguna de les seves parts es dibuixa com si en la realitat estigués disposada perpendicularment o obliquament al pla del quadre, és a dir, per exemple, un braç que es dirigeix vers l'espectador, o una persona estirada amb els peus o el cap en direcció a l'espectador i que, per tant, les seves dimensions es reprodueixen de manera distorsionada per donar sensació de realitat. Aquest recurs es va usar sovint en la pintura del Renaixement, i en particular en el Manierisme.
Un dels pintors que més i millor va utilitzar l'escorç com a recurs pictòric, fou Miquel Àngel, per exemple al sostre de la Capella Sixtina. També trobem un exagerat escorç a "Lamentació davant la mort de Crist" de Mantegna, que es troba a la Pinacoteca de Brera de Milà, o al "Crist de Sant Joan de la Creu" de Dalí.